# Olema (Washington)
Olema az Amerikai Egyesült Államok északnyugati részén, Washington állam Okanogan megyéjében elhelyezkedő önkormányzat nélküli település.
Olema postahivatala 1896 és 1924 között működött. 1890-ben hét férfi és két nő élt itt.

## Fordítás
Ez a szócikk részben vagy egészben  az   Olema, Washington című angol Wikipédia-szócikk ezen változatának fordításán alapul.  Az eredeti cikk szerkesztőit annak laptörténete sorolja fel. Ez a jelzés csupán a megfogalmazás eredetét és a szerzői jogokat jelzi, nem szolgál a cikkben szereplő információk forrásmegjelöléseként.